# Vereinigung von Ordensschulen Österreichs
Die Vereinigung von Ordensschulen Österreichs (VOSÖ) ist ein privater Schulerhalter Österreichs und betreibt an 20 Standorten in Österreich 70 Schulen. 

## Beschreibung
Die Schulen befinden sich in den Bundesländern Vorarlberg, Tirol, Salzburg, Oberösterreich, Niederösterreich, Wien, Burgenland und der Steiermark. Mit über 13.300 Schülern ist die VOSÖ der größte private Schulerhalter Österreichs. Alle Schulen waren ursprünglich von katholischen Orden gegründet worden, bis sie sich der Vereinigung anschlossen. Diese Ordenstraditionen sollen an den Schulstandorten fortleben und christlich geprägte Werte vermitteln. Die Gründung der Vereinigung fand im Jahr 1993 auf Initiative der Österreichischen Ordensgemeinschaften statt. Die erste Schule in der Trägerschaft des VOSÖ war das Kollegium Kalksburg in Wien.

## Schulstandorte (Auswahl)
| Schulstandort                                                       | Ort                  | Beitrittsjahr |
| ------------------------------------------------------------------- | -------------------- | ------------- |
| Albertus Magnus Schule                                              | Wien                 | 2005          |
| BildungsCampus Flora Fries                                          | Wien                 | 2022          |
| Bildungscampus Salvator Kaisermühlen                                | Wien                 | 1995          |
| Bildungsgemeinschaft St. Anna Steyr                                 | Steyr                | 2010          |
| Bildungsgemeinschaft St. Marien Wien                                | Wien                 | 2015          |
| Campus Sacré Coeur Graz                                             | Graz                 | 2017          |
| Clara Fey Campus Maria Frieden                                      | Wien                 | 2019          |
| Clara Fey Campus Maria Regina                                       | Wien                 | 2019          |
| HLW I HLK Freistadt                                                 | Freistadt            | 2022          |
| HLW/FW Elisabethinum                                                | St. Johann im Pongau | 2016          |
| Klemens Maria Hofbauer-Gymnasium und ORG Katzelsdorf                | Katzelsdorf          | 1997          |
| Klosterschule Neusiedl am See                                       | Neusiedl am See      | 2004          |
| Kollegium Kalksburg Wien                                            | Wien                 | 1994          |
| Mary Ward Schulen Krems                                             | Krems                | 2000          |
| Mary Ward Schulen St. Pölten                                        | St. Pölten           | 2000          |
| Missionsprivatgymnasium St. Rupert                                  | Bischofshofen        | 2018          |
| Privates Realgymnasium und Oberstufenrealgymnasium St. Karl Volders | Volders              | 1995          |
| Privatvolksschule Kritzendorf                                       | Klosterneuburg       | 2022          |
| Sacré Coeur Riedenburg                                              | Bregenz              | 2019          |
| Wirtschaftskundliches Realgymnasium Ursulinen Innsbruck             | Innsbruck            | 2012          |